# Museum Bad Rappenau

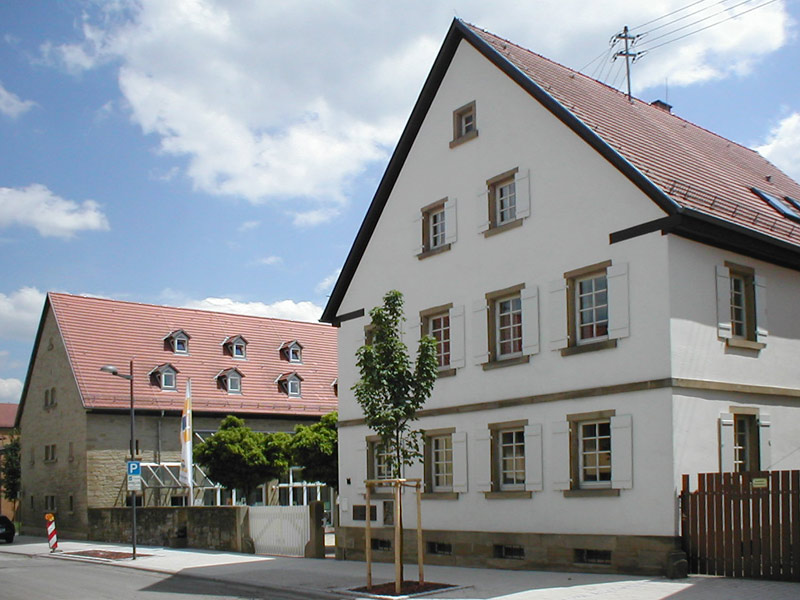
Der Fränkische Hof in Bad Rappenau

Das Museum Bad Rappenau in Bad Rappenau im Landkreis Heilbronn im nördlichen Baden-Württemberg befindet sich im historischen Fränkischen Hof. Das Museum wird von der Stadt Bad Rappenau unterhalten und hat seine Schwerpunkte auf Bodenfunden und der Geschichte von Kur und Saline Bad Rappenau.

## Geschichte
Ein erstes Heimatmuseum in Bad Rappenau hat 1930 der Bildhauer und Heimatforscher Fritz Linder begründet. Dieses Museum fiel den Wirren des Zweiten Weltkriegs zum Opfer. Das heutige Museum wurde am 14. April 1989 im damals gerade sanierten Fränkischen Hof eröffnet, in dem u. a. auch die Stadtbücherei des Ortes neue Räumlichkeiten bezog. Das Museum nutzt Räume im neu erbauten Verbindungstrakt, außerdem verschiedene Kellerräume unter dem ehemaligen Wohnhaus.
Ungefähr zwei Drittel der Museumsfläche widmen sich der Salinen- und Bädergeschichte, die rund 150 Jahre das wirtschaftliche und soziale Leben des Ortes geprägt hat. Zu den Exponaten zählen verschiedene Bohr- und Fanggeräte, hölzerne Deichelleitungen sowie historische Zeichnungen, die die Entwicklung der Saline und ihrer Technik aufzeigen. Die Solefördertechnik wird außerdem durch verschiedene Modelle veranschaulicht. Zu den Exponaten zählen ferner verschiedene Archivalien aus den Anfangsjahren des Bäderbetriebs. Die restliche Museumsfläche widmet sich archäologischen Bodenfunden aus der Vorgeschichte, darunter Knochenfunde, Reste von Tongefäßen, Geräte und Werkzeuge aus Feuerstein und Hornblendeschiefer, Grabbeigaben aus der Latènezeit sowie Funde aus dem Siedlungsbereich der römischen Gutshöfe auf Rappenauer Gemarkung.
2008 wurde die Ausstellung des Museums um eine Außenstelle im Bohrhaus beim Rappenauer Gradierwerk erweitert.